# 1563
Відродження •  Реформація •  Доба великих географічних відкриттів •  Ганза

## Геополітична ситуація
Османську державу очолює Сулейман I Пишний (до 1566). Імператором Священної Римської імперії є Фердинанд I Габсбург (до 1564). У Франції королює Карл IX Валуа (до 1574).
Італія за винятком Папської області та Венеціанської республіки належить Священній Римській імперії.
Королем Іспанії та правителем Нижніх земель є Філіп II Розсудливий (до 1598). В Португалії королює Себастьян I Бажаний (до 1578). Королевою Англії є Єлизавета I (до 1603). Королем Данії та Норвегії — Фредерік II (до 1588). Королем Швеції — Ерік XIV (до 1569). Королем Угорщини та Богемії є римський король Максиміліан II Габсбург (до 1572). Королем Польщі та Великим князем литовським є Сигізмунд II Август (до 1572). Московське князівство очолює Іван IV (до 1575).
Галичина входить до складу Польщі. Волинь та Придніпров'я належить Великому князівству Литовському.
На заході євразійських степів існують Кримське ханство, Ногайська орда. Єгиптом володіють турки. Шахом Ірану є сефевід Тахмасп I.
У Китаї править династія Мін. Значними державами Індостану є Імперія Великих Моголів, Біджапурський султанат, Віджаянагара. В Японії триває період Муроматі.
Триває підкорення Америки європейцями. На завойованих землях ацтеків існує віцекоролівство Нова Іспанія, на колишніх землях інків — Нова Кастилія.

## Події
- Лівонська війна:
  - 15 лютого 60-тисячній московській армії вдалося захопити Полоцьк, важливий стратегічний пункт Великого Литовського князівства. Втрата Полоцька та окупація білоруських земель поставили князівство у вкрай скрутне становище[1].

- Зиґмунд ІІ Авґуст ініціював проведення у Великому князівстві Литовському важливих реформ. Початок реформування державного устрою князівства було покладено привілеєм, який законодавчо ліквідовував дискримінацію знаті за конфесійною ознакою, проголошуючи рівність католиків, православних і протестантів при посіданні державних посад[1] (див.ще: 1568). Після ж реалізації судової та адміністративно-територіальної реформ у дію було введено Другий Литовський Статут, ухвалений на Віленському сеймі 1565—1566 років. Новий правовий кодекс стверджував ідею шляхетського політичного народовладдя, зрівнював у правах шляхту та магнатів, конституював становлення повноцінної шляхетської держави.

- Іван Федоров та Петро Мстиславець розпочали в Москві друк своєї першої книги.
- Франція:
  - 18 лютого при облозі Орлеана загинув один із лідерів католиків Франсуа де Гіз.
  - 19 березня Катерина Медічі підписала Амбуазький едикт, що припинив Першу гугенотську війну.
  - 28 липня англійці здали французьким війська Гавр.

- 4 грудня завершився Тридентський собор, що засідав із перервами протягом 18 років і мав за мету знайти шляхи примирення всіх християн. На соборі було обговорено питання католицької догматики, сформульовано принципові відмінності католицького віровчення від вчень інших конфесій, встановлено новий церковний канон. Рішення собору стали основою програми Контрреформації.
- З невдалого нападу данців на шведський флот біля Борнгольма розпочалася Північна семирічна війна, формально оголошена Данією та Любеком 13 серпня.
- Негусом Ефіопії став Сарса Денгел.

## Народились
Докладніше: Народилися 1563 року

## Померли
Докладніше: Померли 1563 року
- Дмитро Вишневецький.